# 巴哲拉爾
巴哲拉爾（土耳其語：Bağcılar）是土耳其伊斯坦堡的39個區之一，位於博斯普魯斯海峽以西的歐洲部份，面積22平方公里，人口734,369人。

巴哲拉爾